# Glossadelphus subretusus
Glossadelphus subretusus là một loài Rêu trong họ Hypnaceae. Loài này được (Thwaites & Mitt.) M. Fleisch. mô tả khoa học đầu tiên năm 1923.